# 博阿科

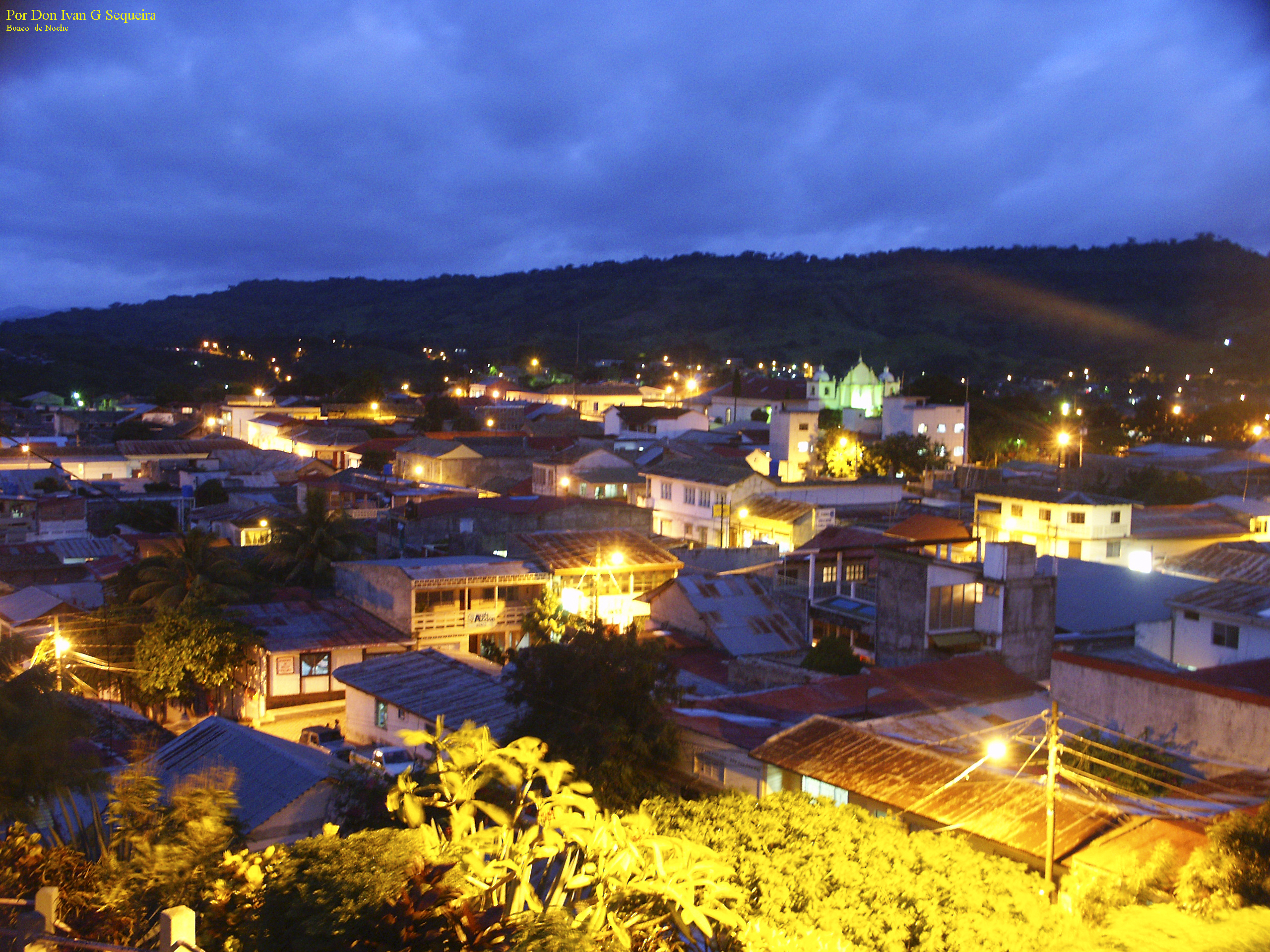
博阿科

博阿科（Boaco）是尼加拉瓜的城市，也是博阿科省的首府，位於該國中部，面積1,086.81平方公里，海拔高度370米，主要經濟活動有農業和牧牛業，2006年人口56,900。

## 外部連結
- Boaco, Chontales and the road to El Rama
- Boaco in Nicaragua Living
- Boaco in Vianica （页面存档备份，存于）
- AMUNIC （页面存档备份，存于）
- MAG-FOR
- Manfut （页面存档备份，存于）
- The World Factbook[永久]
- flaviotijerino.org （页面存档备份，存于）

12°28′N 85°40′W / 12.467°N 85.667°W